# Oosterveen (Junne)

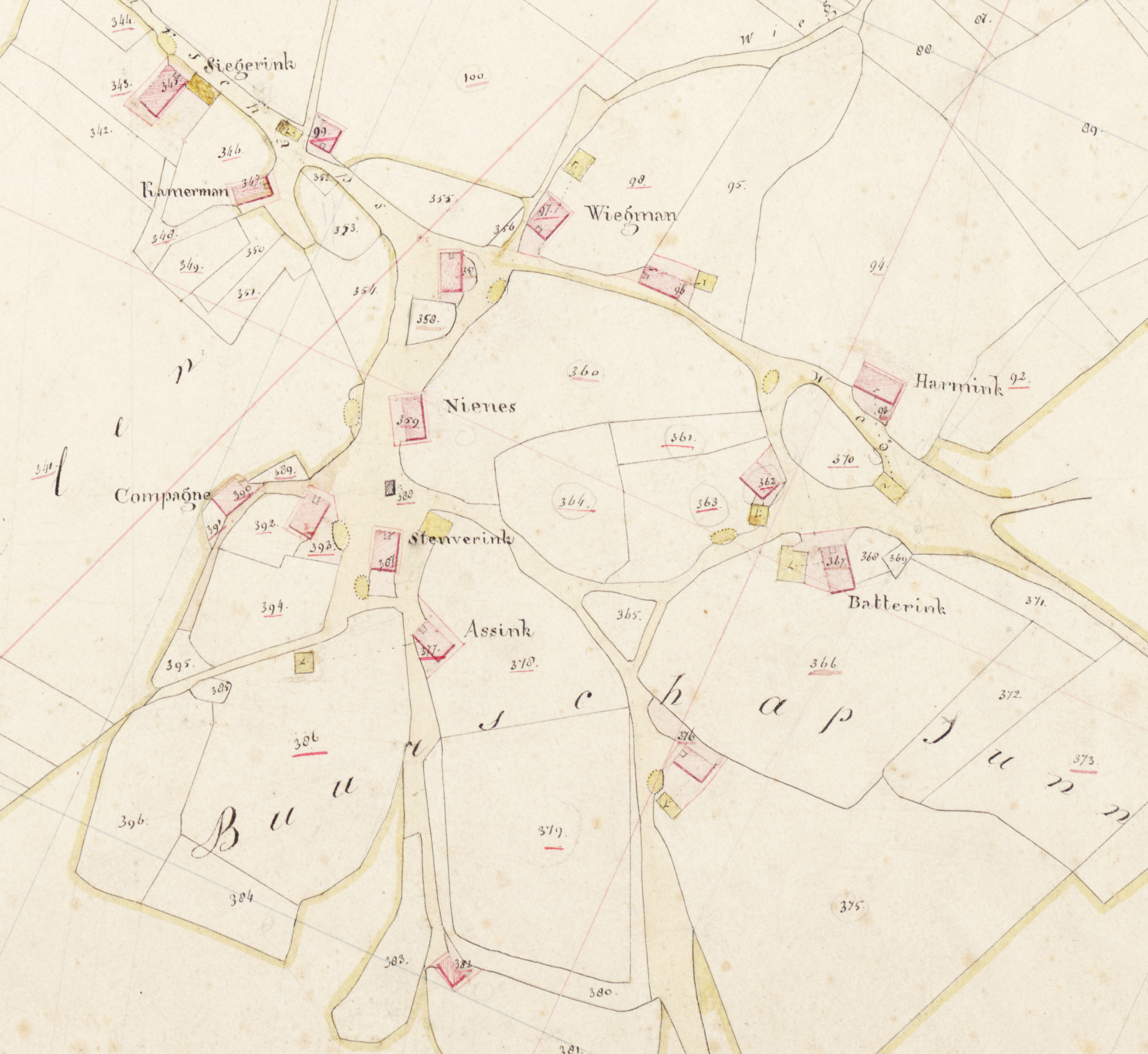
Kadastrale kaart (1811-1832) van Junne. Het erve 'Nienes' is identiek aan Nijenhuis/Hoyers.

De havezate Oosterveen of Hoyers was gelegen in de Nederlandse buurtschap Junne, provincie Overijssel. Er heeft overigens nooit een adellijk huis gestaan: in 1759 is alleen het recht van havezate overgeheveld van de havezate Oosterveen te Nieuwleusen naar het boerenerve Hoyers te Junne.
De gronden en erven die deel uitmaakten van de havezate, zijn tegenwoordig onderdeel van het Landgoed Junne.

## Geschiedenis
Johan Warner van Pallandt van Eerde (1655-1741) vergaarde vanaf 1718 diverse goederen in Junne, waardoor hij uiteindelijk bijna de gehele buurtschap in bezit kreeg. Een van deze goederen was het boerenerve Hoyers, dat hij in 1732 aankocht. Johan Warner kreeg één zoon, Adolf Werner Hendrik, die in 1737 overleed. Toen Johan Warner in 1741 stierf, had hij dus geen directe erfgenaam, waardoor zowel zijn havezete Eerde als zijn grondbezit te Junne overgingen naar zijn neef August Leopold van Pallandt.

### Recht van havezate
August Leopold van Pallandt (1701-1779) werd in 1730 verschreven in de Ridderschap van Salland vanwege de havezate Oosterveen in Nieuwleusen. Toen hij echter in 1741 de havezate Eerde van zijn oom Johan Warner erfde, liet hij zich vanaf het eerstvolgende jaar verschrijven namens deze havezate.
In 1759 kreeg August Leopold toestemming van de Staten van Overijssel om het recht van havezate te verplaatsen van het Nieuwleusense Oosterveen naar het erve Hoyers - ook wel als Nijenhuis aangeduid - te Junne. Voortaan was dit boerenerf dus een havezate, met alle bijbehorende rechten, waaronder verschrijving in de Sallandse Ridderschap. De havezate Hoyers had overigens niet alleen de rechten overgenomen van Oosterveen, maar zou uiteindelijk ook diens naam krijgen en dus voortaan als Oosterveen te boek staan.
In 1768 liet August Leopold hij in zijn testament vastleggen dat de havezate Hoyers-Oosterveen zou toekomen aan zijn tweede zoon Adolph Carel. Dankzij deze havezate werd Adolph Carel in 1771 lid van de Ridderschap, maar hij verhuisde naar Duitsland, waar zijn echtgenote Sophia Charlotte Freiin von Strünckede diverse bezittingen had. Hij zou uiteindelijk in 1815 ook in Duitsland komen te overlijden.

### Openbare verkoop
De dochters van Adolph Carel van Pallandt lieten de goederen te Junne in 1820 openbaar verkopen. Adolf Warner, een broer van Adolph Carel, deed nog een poging om het landgoed aan te kopen, maar dit mislukte: alles werd toegewezen aan Gabriël Hendrik Auffmorth, Gerard Joan Otto Doris Dikkers en Hendrik Jan Raedt. Overigens rustte het recht van de havezate Hoyers-Oosterveen volgens de akte op het erve Nijenhuis.
Het landgoed wisselde hierna diverse malen van eigenaar en kwam uiteindelijk in handen van Frans Peitsch. Hij liet in 1862 de boerderij Nijenhuis afbreken om er bouwland van te maken.

### Landgoed Junne
De fabrikant Johann Heinrich Wilhelm Lüps, eigenaar van kasteel Biljoen, kocht in 1873 het landgoed te Junne. Na zijn overlijden in 1879 duurde het nog tot 1886 voordat de erfenis werd verdeeld onder de nabestaanden. Jongste zoon Eduard Lüps kreeg het landgoed te Junne toegewezen. Hij verkocht het in 1931 aan Maximiliaan Robert baron Bentinck tot Buckhorst (1882-1961). Nadat Maximiliaans echtgenote Jeanne Wilhelmina Speelman (1889-1938) was overleden, werd alles verkocht aan de N.V. Amsterdamse Maatschappij van Levensverzekering. Op dat moment was het landgoed zo'n 1029 hectare groot en omvatte onder andere huizen, erven, schuren, landerijen, bossen, bruggen en waterleidingen.
Sinds 2018 is het als Landgoed Junne in eigendom van a.s.r. Nederland.

## Beschrijving
In 1759 kreeg het boerenerve Hoyers/Nijenhuis het recht van havezate. Er is echter nooit een adellijk huis gebouwd, zoals gebruikelijk was bij andere havezaten. De boerderij Nijenhuis is in 1862 afgebroken.
Rond 1873 werd aan de Nieuwe Hammerweg door de familie Lüps een vierkant, witgepleisterd herenhuis gebouwd: het Spiker of Huis Junne. Tegen het huis aan was een houten stal gebouwd. Het huis diende als woning van de rentmeester. In 1900 brandde het Huis Junne af door een blikseminslag.
Ahnem · Den Alerdinck · Arendshorst · Arkelstein · Averbergen · Beerze · Den Berg · Bergentheim · Blankena · Borgele · Boskamp · Boxbergen · Bredenhorst · Buckhorst · Campherbeek · Collendoorn · Den Dam · Dieze · Dingshof · Den Doorn · Hof te Dorth · Eerde · Egede · De Gelder · Gerner · Glinthuis · Gramsbergen · De Groote Scheere · De Grote Weede · De Haere · Haerst · Hagenvoorde · Heemse · Herxen · Hoenlo · Hofstede · 't Hogeholt · Hogenhof · 't Hoogehuis · Junne · Kranenburg · Krijtenberg · De Kuile · Het Laar · Langeveldslo · Leemcule · Luttenberg · Melenhorst · Mennigjeshave · Nijenhuis · Oosterveen (Junne) · Oosterveen (Nieuwleusen) · Den Ordel · De Pol (Olst) · De Pol (IJhorst) · Pothof · Rande · Rechteren · Het Reelaer · Rhaan · Rollecate · Rutenberg · Schoonheten · Schuilenburg · Vechterweerd · Velner · Venebrugge · Verborg · Voorst · Vrieswijk · Werkeren · Westerveld · Windesheim · Wittenstein · Wolfshagen · Zuthem